# Episodi di Adventure Time (quarta stagione)
La quarta stagione di Adventure Time ha fatto il suo debutto negli Stati Uniti il 2 aprile 2012, mentre è approdata in Italia il 5 di Novembre 2012.
| Nº  | Nº | Titolo originale           | Titolo italiano                   | Prima TV          | Prima TV italiana |
| --- | -- | -------------------------- | --------------------------------- | ----------------- | ----------------- |
| 79  | 1  | Hot to the Touch           | Amore impossibile                 | 2 aprile 2012     | 5 novembre 2012   |
| 80  | 2  | Five Short Graybles        | Cinque storielle                  | 9 aprile 2012     | 5 novembre 2012   |
| 81  | 3  | Web Weirdos                | Il cerchio della vita             | 16 aprile 2012    | 5 novembre 2012   |
| 82  | 4  | Dream of Love              | Sogno d'amore                     | 23 aprile 2012    | 5 novembre 2012   |
| 83  | 5  | Return to the Nightosphere | Ritorno alla Nottesfera           | 30 aprile 2012    | 7 novembre 2012   |
| 84  | 6  | Daddy's Little Monster     | Il piccolo mostriciattolo di papà | 30 aprile 2012    | 7 novembre 2012   |
| 85  | 7  | In Your Footsteps          | L'orso copione                    | 7 maggio 2012     | 6 novembre 2012   |
| 86  | 8  | Hug Wolf                   | Un abbraccio mannaro              | 14 maggio 2012    | 6 novembre 2012   |
| 87  | 9  | Princess Monster Wife      | Una mostruosa moglie principessa  | 28 maggio 2012    | 8 novembre 2012   |
| 88  | 10 | Goliad                     | Goliad                            | 4 giugno 2012     | 8 novembre 2012   |
| 89  | 11 | Beyond This Earthly Realm  | Spiritelli cattivelli             | 11 giugno 2012    | 9 novembre 2012   |
| 90  | 12 | Gotcha!                    | Potere dei bitorzoli              | 18 giugno 2012    | 9 novembre 2012   |
| 91  | 13 | Princess Cookie            | Principesso biscotto              | 25 giugno 2012    | 10 novembre 2012  |
| 92  | 14 | Card Wars                  | Carte bellicose                   | 16 luglio 2012    | 10 novembre 2012  |
| 93  | 15 | Sons of Mars               | Cronache marziane                 | 23 luglio 2012    | 4 febbraio 2013   |
| 94  | 16 | Burning Low                | Amore bollente                    | 30 luglio 2012    | 4 febbraio 2013   |
| 95  | 17 | BMO Noire                  | L'investigatore BMO               | 6 agosto 2012     | 5 febbraio 2013   |
| 96  | 18 | King Worm                  | Trappola da sogno                 | 13 agosto 2012    | 5 febbraio 2013   |
| 97  | 19 | Lady & Peebles             | Iridella e il pargolo             | 20 agosto 2012    | 6 febbraio 2013   |
| 98  | 20 | You Made Me!               | Limonata doppia                   | 27 agosto 2012    | 7 febbraio 2013   |
| 99  | 21 | Who Would Win?             | Una sfida gigante                 | 3 settembre 2012  | 6 febbraio 2013   |
| 100 | 22 | Ignition Point             | Complotto infuocato               | 17 settembre 2012 | 8 febbraio 2013   |
| 101 | 23 | The Hard Easy              | Il megarospo                      | 1º ottobre 2012   | 7 febbraio 2013   |
| 102 | 24 | Reign of Gunters           | Il regno dei Gunter               | 8 ottobre 2012    | 8 febbraio 2013   |
| 103 | 25 | I Remember You             | Magia musicale                    | 15 ottobre 2012   | 11 febbraio 2013  |
| 104 | 26 | The Lich                   | Lich                              | 22 ottobre 2012   | 11 febbraio 2013  |

## Amore impossibile
Finn si innamora della principessa Fiamma e cercherà di conquistarla con l'aiuto di Jake.

## Cinque storielle
Cuber decide di raccontare cinque storielle su alcuni personaggi della serie.

## Il cerchio della vita
Finn e Jake rimangono intrappolati nella tela di un ragno e faranno di tutto pur di scappare.

## Sogno d'amore
Il signor maiale confessa a Finn e Jake di essere innamorato di Melaverde, alla quale confessa i suoi sentimenti e i due iniziano una storia d'amore, però diventano così tanto fastidiosi per gli altri che Finn e Jake sono costretti a dividerli, i due innamorati allora diventano così tristi che cantano una canzone per esprimere il loro dolore, la canzone commuoverà Finn e Jake che li riuniranno.

## Ritorno alla Nottesfera
Finn e Jake si risvegliano misteriosamente nella nottesfera e per tornare a casa dovranno trovare il capo Hunson Abadeer, dopo aver aspettato a lungo in una fila per incontrarlo, quest'ultimo li attacca ma loro riescono a trovare il portale e scappare anche se Hunson Abadeer li insegue comunque, dopo un breve combattimento in cui Finn riesce a colpire Hunson Abadeer con la spada aprendogli la testa, i due eroi scoprono che in realtà si trovano davanti a Marceline, posseduta da un amuleto. Finn e Jake, scioccati da ciò che hanno visto, decidono di ritornare a salvarla.

## Il piccolo mostriciattolo di papà
Questo episodio continua dove si era fermato il precedente.
Finn e Jake cercano di scoprire la causa della maledizione che ha colpito Marceline, guardando sul cellulare di Jake scoprono che è colpa del padre della vampira donandole un amuleto che l'avrebbe trasformata in un terribile mostro e Finn e Jake erano svenuti e rinchiusi in una cella.
Scoperta la causa della maledizione, Finn e Jake si travestono da demoni e ritornano nella nottesfera, dopo essere riusciti a togliere l'amuleto a Marceline ( e anche a Finn che l'aveva indossato per liberare gli amici dagli altri demoni) i tre riescono a tornare a casa sani e salvi.

## L'orso copione
Finn fa amicizia con un orso che copia tutto quello che fa, ma Jake ha dei sospetti.

## Un abbraccio mannaro
Finn viene abbracciato da un lupo mannaro che lo contagia( abbraccio mannaro), trasformandosi anche lui in un lupo mannaro che abbraccia i dolcibotti durante la luna piena, finendo in prigione, Jake e i dolcibotti decidono di uccidere il lupo mannaro che ha trasformato Finn, ma quando si trovano in pericolo col mostro appare Finn che sotto forma di lupo mannaro combatte l'altro lupo mannaro sconfiggendolo e spezzando la maledizione sia a lui che all'altro lupo mannaro.

## Una mostruosa moglie principessa
Qualcuno ha rubato alcune parti del corpo delle principesse, Finn e Jake sospettano di re ghiaccio e i loro sospetti verranno confermati quando scopriranno che il re ha rubato le parti del corpo delle principesse per costruirsi una moglie tutta per sé, allora i due eroi dovranno cercare di riprendersi le parti dei corpi ma sarà difficile in quanto tutte le volte che la vedono svengono.

## Goliad
La principessa gommarosa crea, a partire dal suo dna, un essere rosa, dall’aspetto felino, altamente senziente e con poteri psichici chiamato Goliad. L’educazione di Goliad è lasciata ai due avventurieri, ma insieme alla principessa si rendono conto delle manie di controllo di Goliad e cercano di contrastarla, inutilmente. Mentre Finn e Jake tengono a bada Goliad a fatica la principessa gommarosa crea in laboratorio un’altra creatura chiamata Stormo a partire dal dna di Finn miscelato al suo. Il “figlio di Finn” comincia ad attaccare Goliad che cerca di negoziare un’alleanza. Goliad dice che se si fossero uniti lei e Stormo avrebbero potuto conquistare il mondo. Stormo grazie al dna di Finn rifiuta e comincia a lottare Goliad in uno scontro psichico che li vedrà combattersi alla pro per il resto dei giorni. L’episodio finisce con l’avventuriero che guarda suo figlio Stormo lottare.

## Spiritelli cattivelli
Finn, toccando una statua di agnello, diventa uno spiritello mentre la statua ottiene la faccia del ragazzo, il quale chiederà aiuto a Re ghiaccio visto che è l'unico che riesce ancora a vederlo. Nel frattempo Jake credendo che Finn sia l'agnello (senza sapere che il suo amico è dentro l'agnello) si prenderà cura di lui.

## Potere dei bitorzoli
La principessa dello spazio bitorzolo cercherà in tutti i modi di conquistare Finn per scrivere un libro, non ci riuscirà ma il libro uscirà lo stesso.

## Principesso biscotto
Finn e Jake sono chiamati a risolvere una crisi degli ostaggi a Dolcelandia, quando un biscotto criminale prende il sopravvento.

## Carte bellicose
Finn e Jake giocano a un particolare gioco di carte interattivo. Finn sta vincendo, ma viene a sapere da BMO che, se batterà Jake, questi non gli parlerà più. Finn, per non perdere l'amicizia con Jake, lo lascia vincere e i due ritornano amici.

## Cronache marziane
L'Omino Magico viene notato dal fratello marziano a quattro teste Grob Gob Glob Grod che viene a riportarlo su Marte per affrontare il processo per i suoi numerosi crimini. L'omino incontra presto Finn e Jake e gli fa perdere i sensi. Quindi si trasforma fisicamente in Jake e trasforma Jake in lui. Grob Gob Glob Grod, non rendendosi conto della differenza, afferra Jake e va su Marte. Finn, consapevole della farsa, costringe l'omino a portarlo a casa sua per trovare qualcosa che possa aiutarlo a salvare Jake. La casa dell'omino, tuttavia, è completamente abbandonata ed è un riflesso della "mente malata". Ad esempio, piante e animali vivono selvaggiamente nella struttura e una minuscola Manticora è tenuta in un barattolo di vetro, apparentemente per il divertimento dell'omino.
Finn scopre un teletrasporto marziano che è stato dato all'omino nella speranza che imparasse ad amare e tornasse volontariamente sul suo pianeta natale. Finn si sposta su Marte e vede Jake processato di fronte ad Abraham Lincoln, il re di Marte. Lincoln offre a Jake due opzioni: può essere messo a morte con la Bacchetta dell'Esborso, oppure Lincoln può usare il potere della bacchetta per trasformarlo in polvere di stelle vivente.
Prima che Jake possa rispondere, Finn interviene, facendo toccare accidentalmente la bacchetta magica a Jake, uccidendolo. Lincoln, rendendosi conto del suo errore, si reca nel 37 ° mondo dei morti e implora la Morte; in cambio dell'anima di Jake, Lincoln offre la sua immortalità. Finn e Jake poi tornano sulla Terra, dove picchiano l'Omino e liberano la piccola Manticora.

## Amore bollente
Finn e Jake credono che Gommarosa sia gelosa del rapporto tra Finn e la principessa Fiamma. In realtà, Gommarosa è preoccupata che Fiamma non sarà in grado di resistere al romanticismo senza causare un buco nella crosta terrestre, anche se un po' gelosa

## L'investigatore BMO
Il calzino di Finn scompare e BMO si spaccia da detective per scoprire il ladro.

## Trappola da sogno
Finn si sveglia per scoprire che Gommarosa è ora sua moglie e lui è ora il re di Dolcelandia, tuttavia le cose iniziano a suggerire che la realtà non è ciò che sembra. Maggiormenta dice a Finn che è intrappolato in un sogno e che ha bisogno di trovare il Re Verme e distruggerlo. La scena cambia e Finn viene dapprima nutrito con la zuppa dalla principessa Fiamma, poi si trova in una biblioteca. Sbirciando attraverso una finestra, vede Jake, a cui viene dato un consiglio su come incartare un regalo da una deforme Lady Iridella. I due fratelli concludono di essere intrappolati in un sogno e partono, inseguendo il Re Verme.
Alla fine incontrano Re Ghiaccio, che sta cercando di correre più veloce di mostri giganti composti da pinguini trasformati insieme. Finn e Jake poi vedono il loro padre, Joshua, lavorare a maglia una sciarpa. La sciarpa si trasforma in Re Verme, e il duo gli dà la caccia. In cima a una montagna, trovano il verme congelato e Finn riesce a distruggerlo, risvegliando apparentemente i due dal loro stato di sogno. Tuttavia, Finn scopre presto che sta ancora sognando e che Jake non era effettivamente con lui, ma piuttosto un altro frutto del sogno. Il Re Verme si presenta e schernisce Finn. Finn, tuttavia, scatena le sue paure inconsce e il trauma emotivo inizia a distruggere il paesaggio onirico, indebolendo la presa del Re Verme. Alla fine, le paure diventano così potenti che il Re Verme viene sconfitto e Finn si risveglia nel mondo reale. Lui e Jake cacciano prontamente il Re Verme dalla loro casa.

## Iridella e il pargolo
Gommarosa e Iridella devono salvare Finn e Jake dal Re Ghiaccio in un luogo misterioso, Iridella viene colpita da un laser di una delle trappole del luogo, e molto debole per continuare, viene portata in braccio da Gommarosa, avanzando si scoprirà che non era Re Ghiaccio il rapitore, ma Ricardio, che si è costruito un corpo nuovo e vuole sposare la principessa, i due combattono ed è la principessa ad avere la meglio, Ricardio sconfitto se ne va. A Dolcelandia, mentre la principessa Gommarosa cura Finn, Jake, Re Ghiaccio (donandogli un nuovo cuore in sostituzione di Ricardio) ed Iridella, quest'ultima confessa a Jake di essere stata messa incinta da lui.

## Limonata doppia
Quando Limoncello sconvolge Dolcelandia e chiede dei cittadini per il suo castello isolato, Gommarosa invia una gang di teppisti. Tuttavia, Limoncello non è soddisfatto di questi cittadini maleducati e li rinchiude nella sua "camera segreta di riprogrammarzione", dove li fulmina per punizione. Quando Finn, Jake e Gommarosa arrivano al Castello Limoncello per risolvere la situazione i primi due vengono rinchiusi nella stanza di riprogrammarzione con i delinquenti dal conte mentre la principessa crea un secondo Limoncello, uguale all'originale, per tenere compagnia al primo. I due limoni si vogliono bene fin all'inizio e decidono di liberare i prigionieri.

## Una sfida gigante
Finn e Jake sfidano il Fattore (gigantesco e fortissimo guerriero) in combattimento, loro si allenano ma alla fine saranno le mosse "Miserevoli" a farli vincere.

## Complotto infuocato
Finn e Jake si recano a Fuocolandia per andare a recuperare le candele della principessa Fiamma e riportargliele, ma scoprono che due criminali cercano di uccidere il re Fiamma.

## Il megarospo
Finn e Jake devono trovare un modo per salvare la foresta da un mostro chiamato megarospo.

## Il regno dei Gunter
Gunter ruba l'occhio demoniaco a Re Ghiaccio e crea un esercito di se stessi per invadere tutte la Terra di Ooo, mentre Finn, Jake e la principessa Gommarosa cercano di difendere Dolcelandia con i guardiani portagomma e un esercito di guardie banana. Nel frattempo, Re Ghiaccio si reca alla Città dei Maghi per acquistare un nuovo occhio demoniaco rischiando di essere quasi ucciso da una sorta di società segreta di maghi.
Viene rivelato che Gunter vuole conquistare il mondo solo per soddisfare il suo amore per la rottura delle bottiglie. Finn offre un gran numero di bottiglie a Gunter nel tentativo di placarlo, ma Gunter le frantuma tutte immediatamente e rivolge la sua attenzione ai guardiani.
Gunter e il suo esercito stanno quasi per rompere le teste di vetro dei guardiani, quando Re Ghiaccio arriva e nota che Gunter ha l'oggetto che stava cercando. Rimprovera Gunter spruzzandolo con acqua, ordinandogli di restituire l'Occhio. Gunter rimuove l'Occhio, cosa che fa svanire i cloni di Gunter.

## Magia musicale
Re Ghiaccio si reca a casa di Marceline per scrivere una canzone per conquistare le principesse. Anche se la vampira sembra inizialmente infastidita, cerca di aiutarlo ma finiscono per discutere e alla fine Marceline non lo chiama per nome, rivelando di aver conosciuto il Re Ghiaccio prima della trasformazione. Cerca di fargli ricordare qualcosa, anche cantando gli scritti che Simon aveva lasciato scusandosi in caso se si fosse scordato di lei, ma Re Ghiaccio non ricorda ancora niente, limitandosi a cantare insieme a lei. L'episodio si conclude con un breve flashback di anni prima, in cui una Marceline bambina piange in una città distrutta, quando poi arriva Simon, in fase di trasformazione ma con la sanità mentale ancora intatta, che consola la bambina per poi donargli Hambo, il pupazzo a cui Marceline è affezionata.

## Lich
L'episodio inizia con Finn che sogna la lumaca posseduta dal Lich che usa l'Enchiridion per attaccare Billy. Finn si sveglia e racconta freneticamente a Jake del suo sogno, il quale, dopo aver sentito che il Gufo Cosmico è apparso nel sogno, crede che sia una premonizione. I due vanno a trovare Billy e gli raccontano il sogno. Billy spiega l'importanza del sogno, e loro tre decidono di fermare il Lich. Dopo che sono usciti, Billy dice loro che devono raccogliere tutte le gemme magiche di Ooo. Con una sola gemma rimasta, Finn trova l'Enchiridion nello zaino di Billy. Billy rivela che il libro ha proprietà magiche e, dopo averlo attivato in un certo modo, il cerchio sul davanti si apre mostrando nove fessure in cui vanno a finire tutte le gemme.
Un essere olografico di nome Booko appare e spiega che quando tutte le gemme saranno inserite nelle fessure del libro, verrà aperto un portale per il multiverso. Billy afferma che lancerà il Lich attraverso questo portale. Finn e Jake poi si mettono in viaggio per prendere l'ultima gemma appartenente a Gommarosa. Finn e Jake cercano di prendere la gemma, ne consegue una zuffa e il duo riesce a ottenere la gemma. Una volta fuori, Finn mette la gemma nella fessura finale. Le luci iniziano a lampeggiare dalle pietre sul libro, e poi il libro inizia a tremare mentre i pezzi iniziano a cadere mentre l'Enchiridion si trasforma in un blocco nero. Gommarosa interviene e urla a Finn che Billy è in realtà Lich.
Il Lich chiede quindi il libro, ma Finn lo rompe con il ginocchio. Tuttavia, la sua azione apre accidentalmente un portale. Il Lich cerca di passare ma Jake lo afferra. Finn e Jake quindi cercano di impedirgli di attraversare, ma sono inevitabilmente risucchiati all'interno.
La scena poi cambia drasticamente; Finn, con uno stile artistico completamente diverso, suona il flauto con Jake, che sembra essere un cane normale e non parlante. I due sono seduti fuori da una piccola casa con un fienile accanto. Sua madre lo chiama per quello che dice è "qualcosa di importante", e l'episodio finisce con Finn che presume di aver fatto qualcosa di sbagliato e lui e Jake corrono rapidamente dentro.